# My Heart Will Always Be the B-Side to My Tongue
 My Heart Will Always Be B-Side to My Tongue è un EP pubblicato dalla pop punk band Fall Out Boy sotto la Fueled by Ramen, con un totale di cinque tracce. "Grand Theft Autumn / Where Is Your Boy" è stata rifatta dalla versione pubblicata in precedenza di Take This to Your Grave. "Nobody Puts Baby in the Corner" appare sul loro terzo album From Under the Cork Tree, e "My Heart is the Worst Kind of Weapon" è inclusa nell'edizione limitata di questo album. Vi si trova una reinterpretazione di "Love Will Tear Us Apart", della band Joy Division. Il CD è confezionato con un bonus DVD, con lo sfondo della band, video musicali di "Dead on Arrival" e "Grand Theft Autumn/Where Is Your Boy ", e una performance acustica. È inclusa anche una galleria di foto.

## Tracce

### CD
1. "My Heart is the Worst Kind of Weapon" – 3:22
2. ""It's Not a Side Effect of the Cocaine, I Am Thinking It Must Be Love"" – 2:11
3. "Nobody Puts Baby in the Corner" (acustica) – 3:33
4. "Love Will Tear Us Apart" (Joy Division) – 3:22
5. "Grand Theft Autumn/Where Is Your Boy" (acustica) – 3:12

### DVD

#### Biografia
- The Band - 1:39
- The Beginning - 4:30
- Take This to Your Grave - 4:13
- The Accident - 2:85
- The Live Experience - 5:10
- Upcoming Record - 6:39

#### Video
- Dead on Arrival - 3:14
- Grand Theft Autumn/Where Is Your Boy - 3:15

#### Performance (Acustiche)
1. Grenade Jumper - 3:10
2. Chicago is So Two Years Ago - 3:06
3. Saturday - 4:18

#### The Cutting Room Floor
- Running Time - 9:24

#### Extra
- Slide Show - 4:59
- Clandestine Commercial - 0:22

#### Musica Fueled By Ramen
- Roy - 3:03
- The Aka's - 2:40
- Blueline Medic - 2:44
- Punchline - 3:30
- The Academy AD (The Academy Is...) - 5:08

#### Crediti
- Running Time - 1:26